# Ектор Родас
Ектор Родас (ісп. Héctor Rodas, нар. 7 березня 1988, Валенсія) — іспанський футболіст, центральний захисник індійського клубу «Одіша».

## Ігрова кар'єра
Народився 7 березня 1988 року у Валенсії. Вихованець футбольної школи клубу «Леванте». У дорослому футболі дебютував 2007 року виступами за його другу команду, а за рік почав залучатися до ігор головної команду клубу, кольори якого захищав до 2015. Частину 2012 року грав на правах оренди за «Ельче».
Так і не ставши основним гравцем рідної команди, 2015 року став гравцем друголігового «Реал Бетіс», а згодом перейшов да «Кордови», також представника Сегунди.
Сезон 2017/18 провів у бельгійському «Серклі» (Брюгге), за який відіграв лише у декількох іграх, після чого повернувся на батьківщину. Грав за «Алькоркон» та «Культураль Леонеса», а 2021 року перебрався до Індії, де став гравцем клубу «Одіша».

## Відзнаки
Бетіс
- Сегунда Дивізіон: 2014–15[en] [1]

Серкль Брюгге
- Другий дивізіон Бельгії[en]: 2017–18[en] [2]